# Ipomoea galactorrhoea
Ipomoea galactorrhoea är en vindeväxtart som beskrevs av Hallier f. Ipomoea galactorrhoea ingår i släktet praktvindor, och familjen vindeväxter. Inga underarter finns listade i Catalogue of Life.